# 24K Magic
"24K Magic" is een nummer van de Amerikaanse singer-songwriter Bruno Mars. Het is de eerste single van zijn derde studioalbum met dezelfde naam en werd op 7 oktober 2016 uitgebracht als muziekdownload door Atlantic Records. "24K Magic" is geschreven door Mars, Christopher "Brody" Brown en Philip Lawrence.

## Achtergrondinformatie
"24K Magic" kwam de Billboard Hot 100 binnen op de vijfde plek en werd 101.000 keer gedownload en werd in totaal 12,8 miljoen keer gestreamd binnen één dag. In Frankrijk behaalde de single de nummer-1 positie. Ook in andere landen, zoals Australië, Canada, Engeland, Nederland en Schotland behaalde het nummer een plek binnen de top-10.

## Videoclip
De bijhorende videoclip is geregisseerd door Mars en Cameron Duddy. De videoclip verscheen tegelijkertijd met de release van het nummer op 7 oktober 2016.

## Hitnoteringen

### Nederlandse Top 40
| Hitnotering: 15-10-2016 t/m 04-03-2017 | Hitnotering: 15-10-2016 t/m 04-03-2017 | Hitnotering: 15-10-2016 t/m 04-03-2017 | Hitnotering: 15-10-2016 t/m 04-03-2017 | Hitnotering: 15-10-2016 t/m 04-03-2017 | Hitnotering: 15-10-2016 t/m 04-03-2017 | Hitnotering: 15-10-2016 t/m 04-03-2017 | Hitnotering: 15-10-2016 t/m 04-03-2017 | Hitnotering: 15-10-2016 t/m 04-03-2017 | Hitnotering: 15-10-2016 t/m 04-03-2017 | Hitnotering: 15-10-2016 t/m 04-03-2017 | Hitnotering: 15-10-2016 t/m 04-03-2017 | Hitnotering: 15-10-2016 t/m 04-03-2017 | Hitnotering: 15-10-2016 t/m 04-03-2017 | Hitnotering: 15-10-2016 t/m 04-03-2017 | Hitnotering: 15-10-2016 t/m 04-03-2017 | Hitnotering: 15-10-2016 t/m 04-03-2017 | Hitnotering: 15-10-2016 t/m 04-03-2017 | Hitnotering: 15-10-2016 t/m 04-03-2017 | Hitnotering: 15-10-2016 t/m 04-03-2017 | Hitnotering: 15-10-2016 t/m 04-03-2017 | Hitnotering: 15-10-2016 t/m 04-03-2017 | Hitnotering: 15-10-2016 t/m 04-03-2017 |
| Week:                                  | 1                                      | 2                                      | 3                                      | 4                                      | 5                                      | 6                                      | 7                                      | 8                                      | 9                                      | 10                                     | 11                                     | 12                                     | 13                                     | 14                                     | 15                                     | 16                                     | 17                                     | 18                                     | 19                                     | 20                                     | 21                                     |                                        |
| -------------------------------------- | -------------------------------------- | -------------------------------------- | -------------------------------------- | -------------------------------------- | -------------------------------------- | -------------------------------------- | -------------------------------------- | -------------------------------------- | -------------------------------------- | -------------------------------------- | -------------------------------------- | -------------------------------------- | -------------------------------------- | -------------------------------------- | -------------------------------------- | -------------------------------------- | -------------------------------------- | -------------------------------------- | -------------------------------------- | -------------------------------------- | -------------------------------------- | -------------------------------------- |
| Positie:                               | 34                                     | 14                                     | 9                                      | 8                                      | 10                                     | 11                                     | 12                                     | 8                                      | 6                                      | 7                                      | 7                                      | 7                                      | 8                                      | 9                                      | 9                                      | 10                                     | 15                                     | 17                                     | 20                                     | 30                                     | 38                                     | uit                                    |

### NederlandseSingle Top 100
| Hitnotering: 15-10-2016 t/m 18-03-2017 | Hitnotering: 15-10-2016 t/m 18-03-2017 | Hitnotering: 15-10-2016 t/m 18-03-2017 | Hitnotering: 15-10-2016 t/m 18-03-2017 | Hitnotering: 15-10-2016 t/m 18-03-2017 | Hitnotering: 15-10-2016 t/m 18-03-2017 | Hitnotering: 15-10-2016 t/m 18-03-2017 | Hitnotering: 15-10-2016 t/m 18-03-2017 | Hitnotering: 15-10-2016 t/m 18-03-2017 | Hitnotering: 15-10-2016 t/m 18-03-2017 | Hitnotering: 15-10-2016 t/m 18-03-2017 | Hitnotering: 15-10-2016 t/m 18-03-2017 | Hitnotering: 15-10-2016 t/m 18-03-2017 | Hitnotering: 15-10-2016 t/m 18-03-2017 | Hitnotering: 15-10-2016 t/m 18-03-2017 | Hitnotering: 15-10-2016 t/m 18-03-2017 | Hitnotering: 15-10-2016 t/m 18-03-2017 | Hitnotering: 15-10-2016 t/m 18-03-2017 | Hitnotering: 15-10-2016 t/m 18-03-2017 | Hitnotering: 15-10-2016 t/m 18-03-2017 | Hitnotering: 15-10-2016 t/m 18-03-2017 | Hitnotering: 15-10-2016 t/m 18-03-2017 | Hitnotering: 15-10-2016 t/m 18-03-2017 | Hitnotering: 15-10-2016 t/m 18-03-2017 | Hitnotering: 15-10-2016 t/m 18-03-2017 |
| Week:                                  | 1                                      | 2                                      | 3                                      | 4                                      | 5                                      | 6                                      | 7                                      | 8                                      | 9                                      | 10                                     | 11                                     | 12                                     | 13                                     | 14                                     | 15                                     | 16                                     | 17                                     | 18                                     | 19                                     | 20                                     | 21                                     | 22                                     | 23                                     |                                        |
| -------------------------------------- | -------------------------------------- | -------------------------------------- | -------------------------------------- | -------------------------------------- | -------------------------------------- | -------------------------------------- | -------------------------------------- | -------------------------------------- | -------------------------------------- | -------------------------------------- | -------------------------------------- | -------------------------------------- | -------------------------------------- | -------------------------------------- | -------------------------------------- | -------------------------------------- | -------------------------------------- | -------------------------------------- | -------------------------------------- | -------------------------------------- | -------------------------------------- | -------------------------------------- | -------------------------------------- | -------------------------------------- |
| Positie:                               | 18                                     | 17                                     | 16                                     | 11                                     | 10                                     | 9                                      | 5                                      | 7                                      | 6                                      | 6                                      | 5                                      | 7                                      | 7                                      | 13                                     | 17                                     | 13                                     | 22                                     | 17                                     | 27                                     | 37                                     | 41                                     | 66                                     | 82                                     | uit                                    |

### NederlandseMega Top 50
| Hitnotering: 15-10-2016 t/m 18-03-2017 | Hitnotering: 15-10-2016 t/m 18-03-2017 | Hitnotering: 15-10-2016 t/m 18-03-2017 | Hitnotering: 15-10-2016 t/m 18-03-2017 | Hitnotering: 15-10-2016 t/m 18-03-2017 | Hitnotering: 15-10-2016 t/m 18-03-2017 | Hitnotering: 15-10-2016 t/m 18-03-2017 | Hitnotering: 15-10-2016 t/m 18-03-2017 | Hitnotering: 15-10-2016 t/m 18-03-2017 | Hitnotering: 15-10-2016 t/m 18-03-2017 | Hitnotering: 15-10-2016 t/m 18-03-2017 | Hitnotering: 15-10-2016 t/m 18-03-2017 | Hitnotering: 15-10-2016 t/m 18-03-2017 | Hitnotering: 15-10-2016 t/m 18-03-2017 | Hitnotering: 15-10-2016 t/m 18-03-2017 | Hitnotering: 15-10-2016 t/m 18-03-2017 | Hitnotering: 15-10-2016 t/m 18-03-2017 | Hitnotering: 15-10-2016 t/m 18-03-2017 | Hitnotering: 15-10-2016 t/m 18-03-2017 | Hitnotering: 15-10-2016 t/m 18-03-2017 | Hitnotering: 15-10-2016 t/m 18-03-2017 | Hitnotering: 15-10-2016 t/m 18-03-2017 | Hitnotering: 15-10-2016 t/m 18-03-2017 | Hitnotering: 15-10-2016 t/m 18-03-2017 | Hitnotering: 15-10-2016 t/m 18-03-2017 |
| Week:                                  | 1                                      | 2                                      | 3                                      | 4                                      | 5                                      | 6                                      | 7                                      | 8                                      | 9                                      | 10                                     | 11                                     | 12                                     | 13                                     | 14                                     | 15                                     | 16                                     | 17                                     | 18                                     | 19                                     | 20                                     | 21                                     | 22                                     | 23                                     |                                        |
| -------------------------------------- | -------------------------------------- | -------------------------------------- | -------------------------------------- | -------------------------------------- | -------------------------------------- | -------------------------------------- | -------------------------------------- | -------------------------------------- | -------------------------------------- | -------------------------------------- | -------------------------------------- | -------------------------------------- | -------------------------------------- | -------------------------------------- | -------------------------------------- | -------------------------------------- | -------------------------------------- | -------------------------------------- | -------------------------------------- | -------------------------------------- | -------------------------------------- | -------------------------------------- | -------------------------------------- | -------------------------------------- |
| Positie:                               | 4                                      | 4                                      | 5                                      | 4                                      | 6                                      | 8                                      | 2                                      | 3                                      | 5                                      | 3                                      | 2                                      | 2                                      | 3                                      | 7                                      | 6                                      | 7                                      | 14                                     | 18                                     | 26                                     | 31                                     | 36                                     | 42                                     | 49                                     | uit                                    |

### NPO Radio 2 Top 2000
| Nummer met noteringen in de NPO Radio 2 Top 2000 | '16  | '17 | '18 | '19  | '20  | '21  | '22  | '23  | '24  |
| ------------------------------------------------ | ---- | --- | --- | ---- | ---- | ---- | ---- | ---- | ---- |
| 24K Magic                                        | 1613 | 608 | 767 | 1258 | 1513 | 1419 | 1872 | 1759 | 1684 |

1. ↑  Een vetgedrukt getal geeft de hoogste notering aan.
2. ↑  2016 was het eerste jaar met een notering voor dit nummer.

## Releasedata
| Land                | Releasedatum    | Formaat        | Label    |
| ------------------- | --------------- | -------------- | -------- |
| Wereldwijd          | 7 oktober 2016  | Muziekdownload | Atlantic |
| Italië              | 7 oktober 2016  | Radio          | Warner   |
| Verenigd Koninkrijk | 8 oktober 2016  | Radio          | Atlantic |
| Verenigde Staten    | 11 oktober 2016 | Radio          | Atlantic |